# Constantinos, zugravul
Constantinos, zis "din Țara Românească", este un zugrav grec de origine, reprezentant de frunte al picturii brâncovenești.
El este meșterul principal al ansamblurilor de pictură murală din Biserica Doamnei din București (1688-1689, în colaborare cu Ioan), din biserica mare a mănăstirii Horezu (1693-1694, în colaborare cu Ioan, Andrei, Stan, Neagoe și Ioachim) și din biserica mănăstirii Polovragi (1703, în colaborare cu Andrei).  Opera sa este influențată de Școala Athonită de pictură și trădează o formație de artist peregrin prin țările Orientului creștin. 